# فضاء نقطي
في الرياضيات، الفضاء النقطي (pointed space) هو الفضاء الطوبولوجي X مع نقطة قاعدة مميزة x0 في X. وتمثل دوال الفضاءات النقطية (الدوال القاعدية) دوالاً مستمرة تحافظ على نقاط قاعدة، أي الدالة المستمرة f : X → Y بمعنى أن f(x0) = y0. وعادةً ما يدل ذلك على
f : (X, x0) → (Y, y0).
إن الفضاءات النقطية مهمة في الطوبولوجيا الجبرية، وخصوصًا في نظرية الهموتوبي؛ حيث تعتمد العديد من التراكيب، مثل المجموعة الأساسية على اختيار نقطة القاعدة.
يعد مفهوم المجموعة النقطية أقل أهمية؛ فالأهم عمومًا هو الفضاء المتقطع النقطي.

## تصنيف الفضاءات النقطية
تشكل المجموعة المكونة من كافة الفضاءات النقطية فئة الفضاءات الطوبولوجية (Top)• مع نقطة قاعدة تحافظ على الدوال المستمرة مثل الاقترانات. وهناك طريقة أخرى للتفكير في هذه الفئة؛ ألا وهي فئة الفاصلة، ({•} ↓ Top) حيث {•} هي أي فضاء نقطي وTop هي فئة الفضاءات الطوبولوجية. (وهذا يسمى أيضًا فئة الشريحة المزدوجة (coslice category) ويشار إليها بـ{•}/Top.) والكائنات الموجودة في هذه الفئة عبارة عن دوال مستمرة {•} → X. ويمكن التفكير في هذه الاقترانات على أنها انتقاء نقطة قاعدة في X. والاقترانات في ({•} ↓ Top) هي اقترانات في Top التي يتم لأجلها مخطط تبادلي|استبدال: المخطط التالي
من السهل رؤية أن تبادلية المخطط مساوية لحالة حفاظ f على نقاط قاعدة.
وكفضاء نقطي، فإن {•} هي كائن صفري في Top• بينما تكون مجرد كائن نهائي في Top.
يوجد مُقرن غافل Top• → Top «يغفل» عن تحديد أي نقطة هي نقطة القاعدة. ويحتوي هذا المُقرن على قرين أيسر يحدد لكل فضاء طوبولوجي X الاتحاد المنفصل لـX وفضاء نقطة واحدة {•} يتم التعامل مع عنصره الوحيد على أنه نقطة القاعدة.

## العمليات المتعلقة بالفضاءات النقطية
- الفضاء الجزئي (subspace) في الفضاء النقطي X هو الفضاء الجزئي الطوبولوجي A ⊆ X الذي يشارك نقطة قاعدته مع X بحيث تحافظ دالة الاحتواء على نقطة القاعدة.
- يمكن صياغة خارج قسمة للفضاء النقطي X تحت أي علاقة تكافؤ. وتكون نقطة قاعدة خارج القسمة صورة نقطة القاعدة في X تحت دالة خارج القسمة.
- يمكن صياغة ناتج فضائين نقطيين (X, x0), (Y, y0)؛ حيث يمثل الناتج الطوبولوجي X &times; Y مع (x0, y0) نقطة القاعدة.
- الناتج الجانبي (coproduct) في فئة الفضاءات النقطية هو مجموع الوتد، الذي يمكن اعتباره اتحاد نقطة واحدة من الفضاءات.
- إن الناتج الكسري (smash product) للفضائيين النقطيين هو في الأساس خارج القسمة للناتج المباشر ومجموع الوتد. ويقوم الناتج الكسري بتحويل فئة الفضاءات النقطية إلى فئة موترة متناظرة وتكون الكرة ذات البُعد الصفري كائن الوحدة.
- إن التعليق المختزل (reduced suspension) ΣX للفضاء النقطي X هو (يصل إلى التشاكل المستمر) الناتج الكسري لـX والدائرة النقطية S1.
- يعد التعليق المختزل مُقرنًا من فئة الفضاءات النقطية لنفسه. وهذا المقرن هو قرين أيسر للمُقرن {\displaystyle \Omega } حيث يأخذ الفضاء القاعدي {\displaystyle X} إلى فضائه الحلقي {\displaystyle \Omega X}.